# Adelocera quadriguttatus
Adelocera quadriguttatus is een keversoort uit de familie van de kniptorren (Elateridae). De wetenschappelijke naam van de soort werd voor het eerst geldig gepubliceerd in 1895 door Ernest Candèze.